# Klemens Kilic
Klemens Kilic (geboren 1996 in Essen) ist ein deutscher politischer Aktivist und YouTuber. Er erhielt bundesweit Aufmerksamkeit durch mehrere Streiche mit prominenten Politikern als Opfer, die er anschließend auf YouTube als Videos veröffentlichte.

## Aktionen

### Video mit Annalena Baerbock
Im Vorfeld der Landtagswahl in Sachsen 2019 nahm Kilic gemeinsam mit der späteren Kanzlerkandidatin von Bündnis 90/Die Grünen Annalena Baerbock ein Handy-Video auf, das er entgegen der vorherigen Absprache mit der AfD-Wahlempfehlung abschloss: „Blau wählen für Deutschland und Sachsen.“ Der Eklat sorgte für bundesweite Schlagzeilen, Baerbock drohte in der Folge mit rechtlichen Schritten.

### Anruf bei Ralf Stegner als Norbert Walter-Borjans
Am 5. Dezember 2019 veröffentlichte Kilic ein weiteres Video, in dem er den SPD-Politiker Ralf Stegner angerufen und sich dabei als Norbert Walter-Borjans ausgegeben hatte, der kurz zuvor zusammen mit Saskia Esken den Mitgliederentscheid zur Auswahl der neuen SPD-Vorsitzenden gewonnen hatte.
In dieser Rolle bot er Stegner den Posten des damals amtierenden Vizekanzlers und Finanzministers Olaf Scholz an, um auf dem kommenden Parteitag ein „Signal für einen Neuanfang“ zu setzen, auch wenn die amtierende Große Koalition erhalten bleiben solle. Dazu wolle man den Posten des Vizekanzlers „mit einer bekannten, progressiven Stimme“ neu besetzen. Stegner erbat sich Bedenkzeit, bekräftigte aber, er könne sich diesen Schritt vorstellen und man müsse „ein klares Signal setzen, dass es Veränderungen gibt.“ Inhaltlich stehe er Walter-Borjans und Esken nahe.
Stegner wollte sich zu dem Video später nicht äußern. In den ersten drei Tagen nach seiner Veröffentlichung wurde es rund 40.000 Mal aufgerufen.

### Anruf bei Susanne Hennig-Wellsow als Thomas Kemmerich
In der Nacht nach der umstrittenen Wahl von Thomas Kemmerich (FDP) zum Ministerpräsidenten Thüringens am 5. Februar 2020 rief Kilic bei der Politikerin Susanne Hennig-Wellsow (Die Linke) an und gab sich als Kemmerich aus. Er schlug vor, über die Bildung einer Allparteienregierung zu sprechen, bei der Hennig-Wellsow das Innenministerium übernehmen solle. Sie hatte Kemmerich kurz nach seiner Wahl aus Protest einen Blumenstrauß vor die Füße geworfen.
Hennig-Wellsow erklärte später, wer das ohne ihr Einverständnis mitgeschnittene Telefonat anhöre, könne bestätigen, dass sie das Angebot weder angenommen noch darüber verhandelt habe: „Ich habe es zur Kenntnis genommen und mitgeteilt, dass ich meine Parteigremien von dem Anruf informiere.“ Auch die vom Anrufer erbetene Telefonnummer von Thüringens Ministerpräsident Bodo Ramelow (Die Linke) habe sie ihm nicht gegeben. Sie hatte den Anruf zunächst für echt gehalten und die Information an Journalisten weitergegeben, ohne bei Kemmerich nachzufragen. Der Spiegel hatte ihre Angaben dann ungeprüft verbreitet. Die FDP und Kemmerich dementierten ein solches Angebot, worauf Hennig-Wellsow sich entschuldigte.
Kilic nannte als Motiv für seinen Telefonstreich, er habe die Linke als Gesinnungspartei vorführen wollen, sie sei „nur die SED unter anderem Namen“.

### Anruf bei Johannes Kahrs
Im April 2020 veröffentlichte Kilic ein weiteres Video, in dem er den SPD-Politiker Johannes Kahrs anrief, sich als alter Studienfreund ausgab und andeutete, Kahrs habe sein erstes juristisches Staatsexamen nicht selbst abgelegt. Der rechtspopulistische Deutschland-Kurier berichtete darüber. Die Hamburger AfD-Fraktion stellte eine entsprechende Anfrage an den Senat, der in seiner Antwort darauf verwies, dass das Video als Satire gekennzeichnet und daher von Amts wegen keine Ermittlung einzuleiten sei. Kahrs selbst äußerte sich nicht dazu. Kahrs legte kurze Zeit später im Mai 2020 sein Bundestagsmandat nieder und gab seine politischen Ämter auf.

## Rezeption
Während Baerbock, Stegner und Kahrs die sie betreffenden Streiche nicht weiter kommentierten, erklärte Hennig-Wellsow, Kilic sei ein „rechter Troll, der schon Politiker aus anderen Parteien mit Telefonscherzen belästigt hat, um sich dann in der rechtsradikalen Social Media Blase von anderen rechten Trollen feiern zu lassen“. 
Der Spiegel schloss sich Hennig-Wellsows Einordnung als „rechter Troll“ in einer Überschrift wörtlich an und schrieb: „Kilic hat eine klare politische Agenda, er ist bekannt für seine Verbindungen zu Identitären und AfD.“ Die Stuttgarter Zeitung notierte, Kilic scheine der AfD nahezustehen. So habe unter anderem der damalige AfD-Vorsitzende Jörg Meuthen in einer Kolumne im Netz einen „Sympathisant“ der Partei genannt, auch seine Wahlempfehlung im Baerbock-Video spreche dafür.
Laut Tag24 beschrieb Kilic sich unter dem Video mit Susanne Hennig-Wellsow selbst als „patriotisch-konservativer YouTuber mit ausgeprägter Liebe zu meinem Land, meiner Kultur und meinem Volk.“ Seine Aktionen richteten sich ausschließlich gegen „machtzerfressene, abgehobene Polit-Schranzen mit klar ersichtlichem Hass gegenüber denjenigen Leuten, die sie eigentlich zu repräsentieren geschworen haben“.